# Juristenausbildung in der Schweiz
Die Juristenausbildung in der Schweiz bezeichnet die erforderliche Ausbildung für den Zugang zu juristischen Berufen.

## Studium
Die Schweiz besitzt zehn juristische Fakultäten (Universität Basel, Universität Bern, Université de Fribourg, Université de Genève, Université de Lausanne, Universität Luzern, Université de Neuchâtel, Universität St. Gallen, Universität Zürich, FernUni Schweiz). Die juristischen Abschlussprüfungen werden in der Schweiz von den Universitäten gestellt und bewertet. Ein juristisches Staatsexamen wie in Deutschland gibt es in der Schweiz nicht. Stattdessen wurde dort bis 2003 das Studium mit dem Lizentiat, sog. lic.iur., abgeschlossen. Durch die Bologna-Reform wurde die Titelvergabe dem internationalen Studium angepasst. Seit diesem Zeitpunkt (mit Übergangsfristen) werden in der Schweiz die beiden akademischen Titel BLaw für «Bachelor of Law» und MLaw für «Master of Law» verliehen. Ausnahme dazu ist die Law School der Universität St.Gallen, welche die beiden  gleichwertigen akademischen Titel B.A. HSG in Law für «Bachelor of Arts HSG in Law» und M.A. HSG in Law für «Master of Arts HSG in Law» verleiht.
Entsprechend den Schweizer Schulnoten vergeben die meisten Schweizer Universitäten – nicht alle – Noten von 1 (sehr schlecht) bis 6 (sehr gut), wobei eine 4 genügend ist. Üblich sind ferner die ab Note 4 und besser vergebenen Prädikate rite (tiefstes Prädikat), bene, cum laude, magna cum laude und summa cum laude (höchstes Prädikat). Die für das jeweilige Prädikat erforderliche Note ist bei jeder Universität unterschiedlich.

## Anwaltsprüfung
Mit dem akademischen Abschluss eines «MLaw» bzw. «lic.iur.» besteht die Möglichkeit, nach einer praxisorientierten Zeit bei Gericht sowie einer Anwaltskanzlei die kantonale Anwaltsprüfung abzulegen. Das Richteramt wird in der Schweiz durch eine öffentliche Wahl (durch das Volk oder Parlament) im entsprechenden Kanton verliehen (demokratisches Wahlverfahren), wobei universitäre Abschlüsse / Noten keinen Stellenwert besitzen. Für viele Richterämter, insbesondere bei erstinstanzlichen Gerichten, ist nicht einmal ein Universitätsabschluss erforderlich. Der Staatsanwalt wird ebenfalls gewählt, wobei je nach Kanton Wahlbehörde das Volk, das Parlament oder die Regierung ist. Zugangsvoraussetzung ist in der Regel ein juristischer Universitätsabschluss.
Da Juristen in der Schweiz anders als z. B. in Deutschland kein zweites Staatsexamen ablegen, kommt dem Anwaltsexamen grosse Bedeutung zu. Es ist in der Praxis oft Zugangsvoraussetzung für eine höhere juristische Laufbahn. Das Anwaltsexamen wird daher auch oftmals absolviert, ohne dass ein Interesse daran besteht, tatsächlich später als Anwalt tätig zu sein.